# À livre ouvert
À livre ouvert est une série télévisée suisse en six épisodes de 52 minutes, réalisé par Stéphanie Chuat et Véronique Reymond, et diffusée à partir du 30 août 2014 sur RTS Un.

## Synopsis
La vie d'une petite bibliothèque de quartier à Lausanne. Michèle Favrod, anciennement chargée des acquisitions, commence sa prise de fonction comme directrice de la bibliothèque.

## Fiche technique
- Titre : À livre ouvert
- Réalisation : Stéphanie Chuat, Véronique Reymond
- Scénario : Stéphanie Chuat, Véronique Reymond
- Musique : François Staal
- Production : Françoise Mayor, François-Christophe Marzal, Jean-Marc Fröhle, Alberto Chollet
- Sociétés de production : RTS Radio Télévision Suisse
- Pays :  Suisse
- Langue : Français
- Durée : 312 min (6 × 52 min)
- Dates de première diffusion :
  -  Suisse : 30 août 2014

## Distribution
- Isabelle Gélinas : Michèle Favrod, la nouvelle directrice
- Marion Duval : Cynthia
- Felipe Castro : Steve
- François Morel : Edouard Balser, l'ancien directeur
- Véronique Reymond : Christiane
- Karim Barras : Bruno, le concierge
- Hélène Alexandridis : Regina Balser
- Gilles Privat : Jean-Baptiste Morel
- Jean-Luc Borgeat : Commissaire De Bros
- Paulo dos Santos : Noe
- Michel Voïta : Louis De Perroy
- Roland Vouilloz : Maître Giroud
- Marie-Madeleine Pasquier : Marie
- Baptiste Gilliero : Franck
- Juan-Antonio Crespillo : Maître Verdeil
- François Chattot : Jacques Dutoit
- Stéphane Rentznik : Sergent Graf
- Patrick Lapp : Monsieur Bornand
- Jean-Pierre Gos : Barman
- Vincent Fontannaz : Inspecteur Badoux
- Adrien Barazzone : Richard
- Karim Slama : Journaliste
- David Rihs : Présentateur TJ
- Anne-Laure Luisoni : Epouse de Bros
- Simon Guélat : Lecteur
- Alexandra Tiedemann : Médecin
- Joan Mompart : Procureur
- Vincent Perez : Robert Descours
- Frank Semelet : Inspecteur Perret
- Delphine Lanza : Lectrice
- Doris Ittig : Lectrice
- Cécile Blaquière : Infirmière
- Joëlle Fretz : Lectrice
- Caroline Cons : Gérante immobilière
- Caroline Gasser : Lectrice
- Pierre Mifsud : Chef département
- Céline Goormaghtigh : Maman église
- Geneviève Pasquier : Psychiatre
- Piera Honegger : Cécile Balser
- Anne Catherine Savoy : Valerie Gasser
- Françoise Zimmermann : Juge
- Lionel Frésard : Lecteur
- Pietro Musillo : Régis Couvaloup
- François Florey : Lecteur
- Véronique Montel : Epouse Moret
- Guillaume Prin : Sécuritas